# Chiesa di San Bartolomeo Apostolo (Ventasso)
La chiesa di San Bartolomeo Apostolo è la parrocchiale di Collagna, già comune autonomo e dal 2016 frazione del comune sparso di Ventasso, in provincia di Reggio Emilia e diocesi di Reggio Emilia-Guastalla; fa parte del vicariato della Montagna.

## Storia
La prima citazione di una chiesa a Collagna risale al 1153; nel 1157 l'arcivescovo di Ravenna Mosè del Brolo assegnò la cappella alla pieve di Campiliola, la quale se la contendeva con la chiesa di Busana.
La chiesa venne riedificata nel 1650, come testimoniato da un'iscrizione posta in facciata recante la scritta D.O.M. - B.B.P. - AN. JUB. 1650.
Nel 1920, a causa di una forte scossa di terremoto che interessò la zona appenninica al confine tra l'Emilia e la Toscana, l'edificio fu praticamente distrutto.
La prima pietra della nuova parrocchiale venne posta dal vicario generale della diocesi monsignor Galeazzi nel 1927; la struttura, disegnata da Alfredo Provinciali, fu portata compimento nel 1928.
Tra 1983 e il 1984, avendo ceduto parte del terreno sottostante la chiesa, l'abside dovette venir consolidata e restaurata; l'interno dell'edificio fu oggetto di ulteriori interventi di modifica tra il 2001 e il 2003.

## Descrizione
La facciata, che è a salienti, è divisa in tre parti, la centrale delle quali presenta ai lati due rivestimenti in blocchi di pietra; qui si apre il portale, sopra il quale son presenti una lunetta nella quale si nota un affresco ed una trifora avente le due porzioni laterali murate.
L'interno è composto da un'unica navata, sulla quale s'affacciano le cappelle laterali e caratterizzata da seminato alla veneziana; l'aula termina con il presbiterio, che è rialzato rispetto alla navata.